# 이준우 (1992년)
이준우(1992년 6월 23일~)는 대한민국의 배우이자 모델이다. 학교 2017, 독고 리와인드, 스위트홈 (대한민국의 드라마), 너와 나의 경찰수업 등의 여러 드라마에 출연했다.

## 참여 작품

### 텔레비전 시리즈
- 2013: 상속자들 - 학생 역
- 2017: 학교 2017
- 2018: 독고 리와인드 - 김대기 역
- 2020: 스위트홈 (대한민국의 드라마) - 류재환 / 제이 역
- 2022: 너와 나의 경찰수업